# Пам'ятки історії Олександрійського району
У Олександрійському районі Кіровоградської області на обліку перебуває 67 пам'яток історії.
| № пп | Охорон. номер       | Найменування пам’ятки | Місцезнаходження пам’ятки                                              | Епоха                                                                    | Значення | Рішення                      |
| ---- | ------------------- | --- | ---------------------------------------------------------------------- | ------------------------------------------------------------------------ | -------- | ---------------------------- |
| 1    | 681 681/1 681/2     | Братська могила рад. воїнів та пам'ятний знак воїнам-землякам. Поховано 88                                                                                        | с. Андріївка, Андріївська с/р, біля СБК                                | 1943/1957 Рест. 1987                                                     | місцева  | № 404 17.9.69                |
| 2    | 682                 | Братська могила рад. воїнів. Поховано 351 | с. Бандурівка, Бандурівська с/р, сквер                                 | 1943/1958 О. Супруненко, Е. Білостоцький. Рест. 1989                     | місцева  | № 404 17.9.69                |
| 3    | 1300                | Пам'ятний знак воїнам-визволителям | с. Бандурівка, Бандурівська с/р, вул. Леніна, 18                       | 1943/1982                                                                | місцева  | № 149 10.5.88                |
| 4    | 683                 | Братська могила рад. воїнів. Поховано 133. Серед похов. Герой Радянського Союзу Ольховський О. С.                                                                 | с. Березівка, Протопопівська с/р, вул. Ольховського, біля СКБ          | 1943/1957 Рест. 1988                                                     | місцева  | № 404 17.9.69                |
| 5    | 684 684/1 684/2     | Братська могила рад. воїнів і пам'ятник воїнам-замлякам. Поховано 238                                                                                             | с. Войнівка, Войнівська с/р, біля с/р                                  | 1943/1951 Рест.1986                                                      | місцева  | № 404 17.9.69                |
| 6    | 685                 | Братська могила рад. воїнів. Поховано 116. Серед похов. Баранов П. О. — Герой Радянського Союзу                                                                   | с. Глибоке, Недогарська с/р, центр                                     | 1943/1956 Рест. 1988                                                     | місцева  | № 404 17.9.69                |
| 7    | 2395                | Братська могила ст. л-та Калашнікова і невідомого солдата. Поховано 2                                                                                             | с. Головківка, Головківська с/р, вул. Калініна, 113                    | 1943/1989                                                                | місцева  | № 303 13.12.93               |
| 8    | 2301                | Могила ст. л-та Стрелкова В. О. Поховано 1 | с. Головківка, Головківська с/р, вул. Калініна, 115, двір Лазарчуків   | 1943/1956                                                                | місцева  | № 104 15.4.91                |
| 9    | 2302                | Братська могила рад. воїнів. Поховано 86 | с. Головківка, Головківська с/р, вул. Леніна, 2                        | 1943 Рест. 1961                                                          | місцева  | № 104 15.4.91                |
| 10   | 2303                | Братська могила рад. воїнів. Поховано 68 | с. Головківка, Головківська с/р, вул. Леніна, поле                     | 1943/1981                                                                | місцева  | № 104 15.4.91                |
| 11   | 686                 | Братська могила рад. воїнів. Поховано 43 | с. Головківка, Головківська с/р, біля СБК                              | 1943 Рест. 1961                                                          | місцева  | № 404 17.9.69                |
| 12   | 687                 | Братська могила рад. воїнів. Поховано 80 | с. Головківка, Головківська с/р, біля школи                            | 1943/1956 — рест. 1989 р.                                                | місцева  | № 404 17.9.69                |
| 13   | 688                 | Братська могила рад. воїнів. Поховано 46 | с. Головківка, Головківська с/р, біля клубу                            | 1943/1961                                                                | місцева  | № 404 17.9.69                |
| 14   | 2304                | Братська могила рад. воїнів. Невідомо. | с. Дівоче Поле, Дівоче-Пільська с/р, цвинтар                           | 1943/1989 -                                                              | місцева  | № 104 15.9.69                |
| 15   |                     | |                                                                        |                                                                          |          |                              |
| 16   | 689                 | Братська могила рад. воїнів. Поховано 184 | с. Дівоче Поле, Дівоче-Пільська с/р, біля СБК, вул. Леніна             | 1943/1955 Рест. 1987                                                     | місцева  | № 404 17.9.69                |
| 17   | 690                 | Братська могила рад. воїнів. Поховано 82 | с. Добронадіївка, Добронадіївська с/р, біля СБК                        | 1943/1956 Рест. 1989                                                     | місцева  | № 404 17.9.69                |
| 18   | 691                 | Братська могила рад. воїнів. Поховано 114 | с. Долинське, Долинська с/р, вул. Горобця, біля бібліотеки             | 1943/1957 О. Супруненко, А. Білостоцький Рест. 1989                      | місцева  | № 404 17.9.69                |
| 19   | 692 692/1 692/20    | Воїнське кладовище. Поховано 379 | с. Ізмайлівка, Ізмайлівська с/р, вул. Кірова, цвинтар                  | 1943/1967                                                                | місцева  | № 404 17.9.69                |
| 20   | 2238                | Братська могила рад. воїнів. Поховано 2 | с-ще Квітневе, Шарівська с/р, центр села                               | 1943/1960                                                                | місцева  | № 65 21.2.89                 |
| 21   | 693                 | Братська могила рад. воїнів. Поховано 13 | с. Королівка, Ізмайлівська с/р, вул. Гагаріна біля залізничної станції | 1943/49                                                                  | місцева  | № 404 17.9.69                |
| 22   | 694                 | Братська могила рад. воїнів та партизан Д. І. Білого, Б. Д. Білого та пам'ятний знак воїнам-землякам. Поховано 108 воїнів.                                        | с. Косівка, Косівська с/р, біля школи                                  | 1943/56 авт. О. Супруненко, А. Білостоцький. Рест. 1989                  | місцева  | № 404 17.9.69                |
| 23   | 1301                | Пам'ятний знак воїнам-зенітникам | с. Косівка, Косівська с/р, біля зупинки автобуса                       | 1943/1986                                                                | місцева  | № 149 10.5.88                |
| 24   | 695                 | Братська могила рад. воїнів. Поховано 113 | с. Костянтинівка, Костянтинівська с/р, вул. Енгельса, біля контори     | 1943/1950 Рест. 1989                                                     | місцева  | № 404 17.9.69                |
| 25   | 696 696/1 696/2     | Братська могила рад. воїнів та пам'ятний знак воїнам-землякам. Поховано 157                                                                                       | с. Куколівка, Куколівська с/р, біля СБК                                | 1943/1955                                                                | місцева  | № 404 17.9.69                |
| 26   | 2305                | Братська могила рад. воїнів. Поховано невідомо | с. Куколівка, Куколівська с/р, цвинтар                                 | 1943/1991                                                                | місцева  | № 104 15.4.91                |
| 27   | 698                 | Братська могила рад. воїнів. Поховано 38 | с. Лікарівка, Лікарівська с/р, парк                                    | 1943/1956                                                                | місцева  | № 404 17.9.69                |
| 28   | 699                 | Братська могила рад. воїнів. Поховано 53 | с. Лікарівка, Лікарівська с/р, вул. Пролетарська                       | 1943/1956 Рест. 1988                                                     | місцева  | № 404 17.9.69                |
| 29   | 700                 | Братська могила рад. воїнів. Поховано 11 | с. Лозуватка, Новопразька селищ. рада, центр                           | 1943/1952 Рест. 1984                                                     | місцева  | № 404 17.9.69                |
| 30   | 697                 | Братська могила рад. воїнів. Поховано 168 | с. Медове, Добронадіївська с/р, біля школи                             | 1943/1960 Рест. 1989                                                     | місцева  | № 404 17.9.69                |
| 31   | 701 701/1 701/2     | Братська могила рад. воїнів та пам'ятний знак воїнам-землякам. Поховано 22                                                                                        | с. Михайлівка, Михайлівська с/р, біля сільської ради                   | 1943/1956 Рест. 1989                                                     | місцева  | № 404 17.9.69                |
| 32   | 702                 | Пам'ятний знак воїнам-землякам | с. Недогарки, Недогарська с/р, біля СБК, вул. Леніна                   | 1941 /1967 1945                                                          | місцева  | № 404 17.9.69                |
| 33   | 2307                | Братська могила рад. воїнів. Поховано 67 | с. Нова Прага, Новопразька сел. рада, цвинтар                          | 1943/1990                                                                | місцева  | № 104 15.4.91                |
| 34   | 704                 | Братська могила борців за встановлення радянської влади. Поховано 27                                                                                              | с. Нова Прага, Новопразька сел. рада, біля ЦБК                         | 1919/1959 Рест. 1990                                                     | місцева  | № 404 17.09.69               |
| 35   | 706                 | Братська могила рад. воїнів. Поховано 445 | с. Нова Прага, Новопразька, сел. рада, сквер Перемоги                  | 1943/1957 Рест. 1989                                                     | місцева  | № 404 17.9.69                |
| 36   | 705 705/1 705/21    | Військовий цвинтар: могили рад. воїнів, серед похованих Герої Радянського Союзу Расковінський Ц. С., Підкопай І. Я., Тітаренко С. І., Тихомиров В. В. Поховано 21 | с. Нова Прага, Новопразька сел. рада, біля ЦБК                         | 1943/1960                                                                | місцева  | № 404 17.9.69                |
| 37   | 1303                | Братська могила рад. воїнів та комунарів. Невідомо. | с. Нова Прага, Новопразька сел. рада, МТФ, парк                        | 1943/1957                                                                | місцева  | № 149 10.5.88                |
| 38   | 1302                | Пам'ятник рос. полкам, що визволяли Болгарію від турецького ярма.                                                                                                 | с. Нова Прага, Новопразька сел. рада, біля ЦБК, вул. Титаренка, 11     | 1877 /1893 (приблизно) 1888 О. Бернардацці                               | місцева  | № 149 10.5.88                |
| 39   | 1184                | Будинок, у якому містився штаб 5-ї гвардійськ. армії ІІ Українського фронту під командуванням генерала армії О. С. Жадова                                         | с. Нова Прага, Новопразька сел. рада, вул. Жовтнева, 25                | 1944/1965                                                                | місцева  | № 281 16.5.85                |
| 40   | 2306                | Могила земському лікарю П. Е. Вострікову. Поховано 1 | с. Нова Прага, Новопразька сел. рада, біля лікарні                     | 1960 /1987 1927                                                          | місцева  | № 104 15.4.91                |
| 41   | 2239                | Братська могила рад. військовополонених. Невідомо | с. Нова Прага, Новопразька сел. рада, цвинтар                          | 1941 /1989 1943                                                          | місцева  | № 65 21.2.89                 |
| 42   | 1185                | Пам'ятник Героя Радянського Союзу О. Ю. Жежері | с. Олександрівка, Олександрівська с/р, біля СБК                        | 1976 Рест. 1990                                                          | місцева  | № 281 16.5.85                |
| 43   | 707 707/1 707/2     | Братська могила рад. воїнів та пам'ятний знак воїнам-землякам. Поховано 44. Серед похованих: Жежеря О. Ю. — Герой Радянського Союзу                               | с. Олександрівка, Олександрівська с/р, біля СБК                        | 1956 1943/ 1989 О. Супруненко А. Білостоцький                            | місцева  | № 404 17.9.69                |
| 44   | 708                 | Братська могила рад. воїнів. Поховано 22 | с. Олександрівка, Олександрівська с/р, цвинтар                         | 1943/1958                                                                | місцева  | № 404 17.9.69                |
| 45   | 2240 2240/1 2240/27 | Група індивідуальних могил рад. воїнів | с. Олександро-Пащенкове, Новопразька сел./р, кладовище                 | 1943/1989                                                                | місцева  | № 65 21.02.89                |
| 46   | 2241                | Пам'ятний знак воїнам ІІІ Олександрійської Червонознаменної орд. Б. Хмельницького стрілецької дивізії                                                             | Траса Олександрія — Павлиш                                             | 1943/1987                                                                | місцева  | № 65 21.2.89                 |
| 47   | 2396                | Пам'ятний знак загиблим воїнам-землякам | с. Піщаний Брід, Ізмайлівська с/р, вул. Шевченка, центр села           | 1943/1991                                                                | місцева  | № 303 13.12.93               |
| 48   | 709                 | Братська могила рад. воїнів. Поховано 119 | с. Попельнасте, Попельнастівська с/р, біля лікарні                     | 1943/1965                                                                | місцева  | № 404 17.9.69                |
| 49   | 1031                | Пам'ятний знак на честь 30-річчя визволення селища від фашистських загарбників                                                                                    | с. Приютівка, Приютівська сел. рада, парк                              | 1941 /1975 1945 А. Л. Губенко                                            | місцева  | № 301 25.6.82                |
| 50   | 1304                | Пам'ятний знак на честь вчит., які загинули в роки ВВв. | с. Приютівка, Приютівська селищ. рада, школа                           | 1941 /1965 1945                                                          | місцева  | № 149 10.5.88                |
| 51   | 1305                | Пам'ятний знак трудової слави «Універсал — ВТЗ» | с. Приютівка, Приютівська сел. рада, ВАТ «Агропромтехніка»             | 1933/1979                                                                | місцева  | № 149 10.5.88                |
| 53   | 711                 | Братська могила рад. воїнів. Поховано 90 | с. Протопопівка, Протопопівська с/р, біля СБК                          | 1943/1955 Рест. 1989                                                     | місцева  | № 404 17.9.69                |
| 54   | 712                 | Пам'ятник воїнам-землякам | с. Протопопівка, Протопопівська с/р, вул. Леніна, біля школи           | 1941 /1967 1945 авт. Гапоненко Г., Береговий Д.                          | місцева  | № 404 17.9.69                |
| 55   | 713                 | Братська могила рад. воїнів. Поховано 31 | с. Пустельникове, Ізмайлівська с/р, вул. Жовтнева, біля школи          | 1943/1956 Рест. 1989                                                     | місцева  | № 404 17.9.69                |
| 56   | 714                 | Братська могила рад. воїнів. Поховано 50 | с. Світлопіль, Світлопільська с/р, біля с/р                            | 1943/1959                                                                | місцева  | № 404 17.9.69                |
| 57   | 715                 | Братська могила рад. воїнів. Поховано 85 | с. Сургани, Андріївська с/р, біля магазина                             | 1943/1956 Рест. 1992                                                     | місцева  | № 404 17.9.69                |
| 58   | 710 710/1 710/2     | Братська могила рад. воїнів та пам'ятний знак воїнам-землякам. Поховано 175                                                                                       | с. Травневе, Травневська с/р, вул. Леніна, біля магазину               | 1943 1947 Рест. 1989 1941 /1966 1945 авт. О. Супруненко, А. Білостоцький | місцева  | № 404 17.9.69 № 281 16.05.85 |
| 59   | 1187                | Пам'ятний знак декабристу І. І. Сухинову | с. Червона Кам'янка, Червонокам'янська с/р, біля СБК                   | 1795 /1975 1828 рекон. 1990 авт. В. Френчко                              | місцева  | № 281 16.5.85                |
| 60   | 2398                | Пам'ятний знак рад. танкістам | с. Червона Кам'янка, Червонокам'янська с/р, уч. комбінат               | 1941 /1990 1945                                                          | місцева  | № 303 13.12.93               |
| 61   | 717                 | Могила рад. воїна. Поховано 1 | с. Червона Кам'янка, Червонокам'янська с/р, цвинтар                    | 1943/1989                                                                | місцева  | № 404 17.9.69                |
| 62   | 716 716/1 716/2     | Братська могила рад. воїнів та пам'ятний знак воїнам-землякам. Поховано 498                                                                                       | с. Червона Кам'янка, Червонокам'янська с/р, біля магазину              | 1941/1945 Рест. 1989 1943/1956                                           | місцева  | № 404 17.9.69 № 301 25.06.82 |
| 63   | 718                 | Пам'ятник воїнам-землякам | с. Шарівка, Шарівська с/р, центр села                                  | 1943/1969 П. Папанов Д. Береговий Рест. 1989                             | місцева  | № 404 17.9.69 № 301 25.06.82 |
| 64   | 719 719/1 719/2     | Братська могила рад. воїнів та пам'ятний знак воїнам-землякам. Поховано 99                                                                                        | с. Щасливе, Щасливська с/р, центр села                                 | 1943/1959 А. Купрін                                                      | місцева  | № 404 17.9.69                |
| 65   | 720                 | Пам'ятник на честь воїнів-визволителів | с. Щасливе, Щасливська с/р, біля СБК                                   | 1943/1959                                                                | місцева  | № 404 17.9.69                |
| 66   | 721 721/1 721/2     | Братська могила рад. воїнів та пам'ятний знак воїнам-землякам. Поховано 67                                                                                        | с. Ялинівка, Червонокам'янська с/р, центр села                         | 1943/1956 О. Супруненко                                                  | місцева  | № 404 17.9.69                |
| 67   | 1188                | Братська могила партизан громадянської війни. Поховано невідомо                                                                                                   | с. Ялинівка, Червонокам'янська с/р, цвинтар                            | 1921/1951                                                                | місцева  | № 281 16.5.85                |
| 68   | 722                 | Братська могила рад. воїнів. Поховано 21 | с. Ясинуватка, Бандурівська с/р, біля клубу                            | 1943/1957 Рест. 1989                                                     | місцева  | № 404 17.9.69                |
|      |                     | |                                                                        |                                                                          |          |                              |